# Fedziuki (przystanek kolejowy)
Fedziuki (biał. Федзюкі, ros. Федюки) – przystanek kolejowy w miejscowości Fedziuki, w rejonie lachowickim, w obwodzie brzeskim, na Białorusi. Leży na linii Osipowicze – Baranowicze.